# Силаева, Юлия Александровна
Ю́лия Алекса́ндровна Сила́ева (род. 26 мая 1964 года, Куйбышев, СССР) — советская и российская актриса, певица и автор песен.

## Биография
Юлия Александровна Силаева родилась 26 мая 1964 года в Куйбышеве в  в семье инженера и преподавательницы английского. В 1984 году окончила Куйбышевское музыкальное училище по классу «Теория музыки». Во время учёбы она не раз выступала с песнями на сценах Куйбышева, участвовала в телевизионных программах, чем навлекла гнев строгих преподавателей музучилища – Бах и песенки собственного сочинения не должны находиться рядом.
После окончания работала в музыкальной школе преподавателем сольфеджио и музлитературы. В свободное от работы время пела на танцплощадке городского парка им. Горького и в ресторане - играла на клавишных.
Однажды на танцах Юлю, поющую песенки Аллы Пугачёвой, увидели её ученики. Они были в восторге, но если бы кто-нибудь из них проболтался, молодую учительницу уволили бы непременно.  В 1990 году с красным дипломом окончила ГИТИС, где училась на актёрско-режиссёрском курсе у А. А. Гончарова, и в тот же год стала победительницей конкурса «Поют драматические актёры» им. А. Миронова.
С 1989 года Юлия играет в Театре им. Маяковского. Играла в таких спектаклях, как «Московский хор», «Сказки Венского леса», «Человек, который принял жену за шляпу», «Русский романс», «Маэстро» и других.
Дебют Юлии Силаевой в кино состоялся в 1991 году. А произошло это так. Однажды режиссёр Валентин Мишаткин увидел Юлю в спектакле «Приключения Буратино» в роли Мальвины. Спектакль ему понравился, и он привёл свою маленькую дочь. А потом они пришли на спектакль в третий раз. Молодая актриса покорила режиссера, и он пригласил ее на съемки фильма «Встретимся на Таити». Мишаткин признался, что был удивлён трюком с закрытым глазом, который Юля продемонстрировала во время проб. После этого её утвердили окончательно.
С этого момента актрису стали приглашать и другие режиссеры. В 1992 году она снялась в авантюрной комедии «Большой капкан или Соло для кошки при полной луне» режиссера Анатолия Галлиева и приключенческом фильме «Мужская компания» Андрея Ростоцкого. На съёмках «Мужской компании» Юля впервые села в седло и сама исполняла трюки. В фильме есть эпизод, где героиня Юли должна по песку наперерез бежать к лошади, которая «понесла» партнёра. Трюк получился только с десятого дубля. В одном из дублей лошадь просто встала, как вкопанная, перед решительно настроенной Юлей. Вся группа потом смеялась: «Коня на скаку остановит…»
Впоследствии Юлия снялась в детективе Тимофея Спивака «Вопреки всему», социальной драме Дмитрия Золотухина «Зона «Любэ», телефильме Вадима Дербенева «На углу, у Патриарших…».
В 1997 году Юлия была приглашена в шведскую картину «Гамильтон». Здесь ей впервые пришлось говорить на английском, да ещё с актёром, которого она просто обожает - Питером Стурмаром. И хотя роль была эпизодической, но, как признается сама актриса, только ради этого стоило сняться.
Среди последних работ актрисы – роли в сериалах: «На углу, у Патриарших – 4», «Взять Тарантину» (эпизод), «Аэропорт – 2».
С 1995 года находится замужем за журналистом Николаем Фохтом. В 1998 году выпустила альбом собственных песен «Песни и огонь». Существует радиоверсия моноспектакля Николая Фохта «Песни и огонь Виолетты», записанная Юлией на «Радио Свобода» в 1999 году. Сам спектакль был сыгран лишь один раз.
В 2000-х актриса преимущественно снималась в сериалах и телефильмах, исполняя роли второго плана и появляясь в эпизодах.